# Krasnyj Jar (rejon krasnojarski, obwód samarski)
Krasnyj Jar (ros. Красный Яр) – wieś (sieło) w Rosji, w obwodzie samarskim, ośrodek administracyjny rejonu krasnojarskiego. W 2010 liczyła 7958 mieszkańców.